# サウンドスキャンジャパン
サウンドスキャンジャパンは、音楽・映像ソフトの推定販売枚数およびランキングを集計・発表しているサービスである。
2014年までは株式会社エス・アイ・ピーが、2015年からは株式会社阪神コンテンツリンク（阪急阪神東宝グループ）が、それぞれアメリカのニールセン・サウンドスキャン社から許諾を受けてサービスを提供している。

## 概要
1995年にサービス提供を開始し、実店舗、コンビニ、Eコマースを含む全国約9割以上の音楽・映像ソフトショップのPOSデータを基に、ランキングを発表している。
2008年以降は、ビルボードジャパンが発表する「Top Singles Sales」と「Top Albums Sales」に使用されるほか、6つの指標からなる総合シングルチャートBillboard Japan Hot 100と2つの指標からなる総合アルバムチャートBillboard Japan Hot Albumsに当サービスの売上枚数をポイント化して反映される。
12cmCDシングルは、以前はアルバムチャートにランクインされていた。
オリコンチャートは2001年以後、CDが「初回限定盤」と「通常盤」に分かれている場合も同じ商品として扱うが、サウンドスキャンのチャートは「初回限定盤」と「通常盤」は異なる商品として扱っていた。
原則、一般店舗で販売されているパッケージのみが集計対象であったが、2016年2月以降、それまで集計対象外だった一般流通でない特定のオンラインサイトで販売される特典付きCDも集計対象とし、以前と傾向が変化した。イベント会場での販売は小売チェーンが出店して販売されたものは集計しているが、それ以外による直接販売は集計外となっている。
2014年12月31日にサウンドスキャンジャパンの事業は、エス・アイ・ピーから日本でビルボード関連事業を展開する阪神コンテンツリンクに譲渡された。2015年以降は阪神コンテンツリンクがサウンドスキャンジャパンに関する全業務を継承し、サウンドスキャンジャパン・ビルボードジャパン両チャートの競争力強化や、両事業を合わせた新たな解析サービスを計画する。
提供ランキング
- 音楽ソフト：シングル、アルバム総合、洋楽アルバム
- 映像ソフト：DVD Blu-ray Disc（総合/音楽/映画・その他）

演歌・歌謡曲のみを集計した「演歌・歌謡曲 週間ヒットチャート」は、現在「歌の手帖ニュース」(歌の手帖社)で発表されている。※2024年第24週目(2024年6月10日～6月16日)までは約20年に渡り「GOODWAVE」で発表されていたが、同社とサウンドスキャン社との契約が満了し「歌の手帖ニュース」(歌の手帖社)に移行された。

## サウンドスキャンジャパンチャート年間1位獲得作品

### シングル
| 年度               | 曲名                                 | 歌手名                                                    | 脚注          |
| ------------------ | ------------------------------------ | --------------------------------------------------------- | ------------- |
| 1996年（平成8年）  | 名もなき詩                           | Mr.Children                                               | [ 5 ]         |
| 1997年（平成9年）  | CAN YOU CELEBRATE?                   | 安室奈美恵                                                | [ 6 ]         |
| 1998年（平成10年） | 誘惑                                 | GLAY                                                      | [ 7 ]         |
| 1999年（平成11年） | だんご3兄弟                          | 速水けんたろう、茂森あゆみ、 ひまわりキッズ、だんご合唱団 | [ 8 ]         |
| 2000年（平成12年） | TSUNAMI                              | サザンオールスターズ                                      | [ 9 ]         |
| 2001年（平成13年） | Can You Keep A Secret?               | 宇多田ヒカル                                              | [ 10 ]        |
| 2002年（平成14年） | ワダツミの木                         | 元ちとせ                                                  | [ 11 ]        |
| 2003年（平成15年） | 世界に一つだけの花                   | SMAP                                                      | [ 12 ]        |
| 2004年（平成16年） | 瞳をとじて                           | 平井堅                                                    | [ 13 ]        |
| 2005年（平成17年） | さくら                               | ケツメイシ                                                | [ 14 ]        |
| 2006年（平成18年） | しるし                               | Mr.Children                                               | [ 15 ]        |
| 2007年（平成19年） | 千の風になって                       | 秋川雅史                                                  | [ 16 ]        |
| 2008年（平成20年） | そばにいるね                         | 青山テルマ feat. SoulJa                                   | [ 17 ]        |
| 2009年（平成21年） | 愛のままで…                          | 秋元順子                                                  | [ 18 ]        |
| 2010年（平成22年） | To be free                           | 嵐                                                        | [ 19 ]        |
| 2011年（平成23年） | Lotus（限定盤）                      | 嵐                                                        | [ 20 ]        |
| 2012年（平成24年） | ワイルド アット ハート（限定盤）     | 嵐                                                        | [ 21 ]        |
| 2013年（平成24年） | Endless Game（初回生産限定盤）       | 嵐                                                        | [ 22 ] [ 23 ] |
| 2014年（平成25年） | GUTS !（初回生産限定盤）             | 嵐                                                        | [ 24 ]        |
| 2014年（平成25年） | （作品合算）ラブラドール・レトリバー | AKB48                                                     | [ 24 ]        |

### アルバム
| 年度               | 作品名                                                                                   | 歌手名                       | 脚注          |
| ------------------ | ---------------------------------------------------------------------------------------- | ---------------------------- | ------------- |
| 1996年（平成8年）  | globe                                                                                    | globe                        | [ 25 ]        |
| 1997年（平成9年）  | REVIEW-BEST OF GLAY                                                                      | GLAY                         | [ 26 ]        |
| 1998年（平成10年） | B'z The Best "Pleasure"                                                                  | B'z                          | [ 27 ]        |
| 1999年（平成11年） | First Love                                                                               | 宇多田ヒカル                 | [ 28 ]        |
| 2000年（平成12年） | DREAMS COME TRUE GREATEST HITS "THE SOUL"                                                | DREAMS COME TRUE             | [ 29 ]        |
| 2001年（平成13年） | Distance                                                                                 | 宇多田ヒカル                 | [ 30 ]        |
| 2002年（平成14年） | DEEP RIVER                                                                               | 宇多田ヒカル                 | [ 31 ]        |
| 2003年（平成15年） | Second to None                                                                           | CHEMISTRY                    | [ 32 ]        |
| 2004年（平成16年） | Utada Hikaru SINGLE COLLECTION VOL.1                                                     | 宇多田ヒカル                 | [ 33 ]        |
| 2005年（平成17年） | Def Tech                                                                                 | Def Tech                     | [ 34 ]        |
| 2006年（平成18年） | ALL SINGLES BEST                                                                         | コブクロ                     | [ 35 ]        |
| 2007年（平成19年） | HOME                                                                                     | Mr.Children                  | [ 36 ]        |
| 2008年（平成20年） | BEST FICTION                                                                             | 安室奈美恵                   | [ 37 ]        |
| 2009年（平成21年） | 5×10 All the BEST! 1999-2009                                                             | 嵐                           | [ 38 ]        |
| 2010年（平成22年） | 僕の見ている風景                                                                         | 嵐                           | [ 39 ]        |
| 2011年（平成23年） | Beautiful World（初回プレス仕様）                                                        | 嵐                           | [ 40 ] [ 41 ] |
| 2012年（平成24年） | Mr.Children 2001-2005 ＜micro＞                                                          | Mr.Children                  | [ 42 ]        |
| 2013年（平成24年） | LOVE（初回生産限定盤）                                                                   | 嵐                           | [ 43 ] [ 23 ] |
| 2014年（平成25年） | アナと雪の女王 オリジナル・サウンドトラック -デラックス・エディション-（初回生産限定盤） | オリジナル・サウンドトラック | [ 24 ]        |
| 2014年（平成25年） | （作品合算）アナと雪の女王 オリジナル・サウンドトラック                                  | オリジナル・サウンドトラック | [ 24 ]        |

### ビデオソフト
| 年度               | 作品名                                                                         | 歌手名 | 脚注   |
| ------------------ | ------------------------------------------------------------------------------ | ------ | ------ |
| 1996年（平成8年）  | "BUZZ!!" THE MOVIE                                                             | B'z    | [ 44 ] |
| 1997年（平成9年）  | となりのトトロ                                                                 |        | [ 45 ] |
| 1998年（平成10年） | タイタニック（字幕）                                                           | [ 46 ] |        |
| 1999年（平成11年） | サバイバル                                                                     | GLAY   | [ 47 ] |
| 2000年（平成12年） | マトリックス・特別版                                                           |        | [ 48 ] |
| 2001年（平成13年） | ミッション:インポッシブル2                                                     | [ 49 ] |        |
| 2002年（平成14年） | ハリー・ポッターと賢者の石                                                     | [ 50 ] |        |
| 2003年（平成15年） | マトリックス リローデッド・特別版                                              | [ 51 ] |        |
| 2004年（平成16年） | ファインディング・ニモ                                                         | [ 52 ] |        |
| 2005年（平成17年） | ハウルの動く城                                                                 | [ 53 ] |        |
| 2006年（平成18年） | パイレーツ・オブ・カリビアン/呪われた海賊たち                                  | [ 54 ] |        |
| 2007年（平成19年） | パイレーツ・オブ・カリビアン/ワールド・エンド 2-Disc・スペシャル・エディション | [ 55 ] |        |
| 2008年（平成20年） | SMAP 2008 super.modern.artistic.performance tour                               | SMAP   | [ 56 ] |
| 2009年（平成21年） | 5×10 All the BEST! CLIPS 1999-2009                                             | 嵐     | [ 57 ] |
| 2010年（平成22年） | ARASHI Anniversary Tour 5×10                                                   | 嵐     | [ 58 ] |
| 2011年（平成23年） | ARASHI 10-11 TOUR "Scene"〜君と僕の見ている風景〜                              | 嵐     | [ 59 ] |
| 2012年（平成24年） | ARASHI アラフェス NATIONAL STADIUM 2012                                        | 嵐     | [ 60 ] |
| 2013年（平成24年） | ARASHI LIVE TOUR Popcorn                                                       | 嵐     | [ 61 ] |
| 2014年（平成25年） | アナと雪の女王 MovieNEX                                                        |        | [ 62 ] |